# Catalogue of Life
Catalogue of Life còn gọi là danh mục loài ra mắt lần đầu vào tháng 6 năm 2001 bởi tổ chức Species 2000 và nhóm liên ngành Integrated Taxonomic Information System (ITIS), nhằm xây dựng một danh mục toàn diện các loài sinh vật trên Trái Đất. Danh mục này hiện đang biên soạn dữ liệu từ 156 cơ sở dữ liệu phân loại được đánh giá ngang bằng, được duy trì bởi các tổ chức chuyên môn trên thế giới. Đây là bản danh mục động, chúng có thể thanh đổi cập nhật hàng tháng hoặc kiểm tra thay đổi hàng năm, cung cấp một tài liệu tham khảo có thể xác minh được ngày, sử dụng tên và dữ liệu liên quan.
Phiên bản thứ 17 của danh mục này đã liệt kê 1,7 triệu loài sinh vật còn tồn tại và tuyệt chủng cho tất cả các giới sinh vật (tính đến tháng 4 năm 2017) chiếm hơn 3/4 trong số 1,9 triệu loài sinh vật còn sót lại đã được khoa học biết đến.

## Cấu trúc
Catalogue of Life sử dụng cấu trúc dữ liệu đơn giản để cung cấp thông tin về danh pháp đồng nghĩa, nhóm, tên thông thường, phân bổ và đặc điểm môi trường sinh thái.

## Sử dụng
Phần lớn sử dụng Catalogue of Life dành cho cung cấp các thông tin cơ sở hệ thống phân loại cho các cổng cơ sở dự liệu và bộ sưu tầm sinh học khác. Thông qua dự án i4Life nó có mối quan hệ hợp tác chính thức với Global Biodiversity Information Facility, European Nucleotide Archive, Encyclopedia of Life, Consortium for the Barcode of Life, Sách Đỏ IUCN, và Life Watch. Giao diện chính thức bao gồm cả chức năng tìm kiếm và trình duyệt cũng như cung cấp các dịch vụ đa ngôn ngữ.